# 하우스 오브 모스필무브스카야
모스필름 타워는 러시아 모스크바에 있는 마천루이다. 이 빌딩은 모스필모브스카야 거리에 위치해있으며, 2개의 빌딩으로 구성된 복합건물이다. 2011년 12월에 완공되었다.

## 같이 보기
- 마천루 목록
- 러시아의 마천루 목록
- 모스크바의 마천루 목록